# All About Space
All About Space es una revista mensual de divulgación científica que se centra principalmente en eventos cosmológicos, consejos astronómicos y exploración astronáutica.

## Historia
Todo sobre el espacio se publicó por primera vez en junio de 2012.  de la editorial británica Imagine Publishing.  El primer número se publicó el 28 de junio de 2012.  Future Publishing se hizo cargo de la revista el 21 de octubre de 2016.
Dave Harfield fue el editor en jefe de lanzamiento de All About Space,  que tiene artículos regulares sobre misiones espaciales en curso, además de tener una sección de "tecnología del futuro" que detalla las capacidades de la exploración espacial con la tecnología del futuro. La revista se puede comprar en formato impreso estándar o digitalmente a través de Zinio, iTunes o Google Play.
El editor anterior Imagine Publishing dijo que el grupo demográfico de la revista es 80% masculino y 20% femenino. El grupo de edad promedio es de 22 a 45 años y los lectores son adinerados. 